# Francouzské euromince

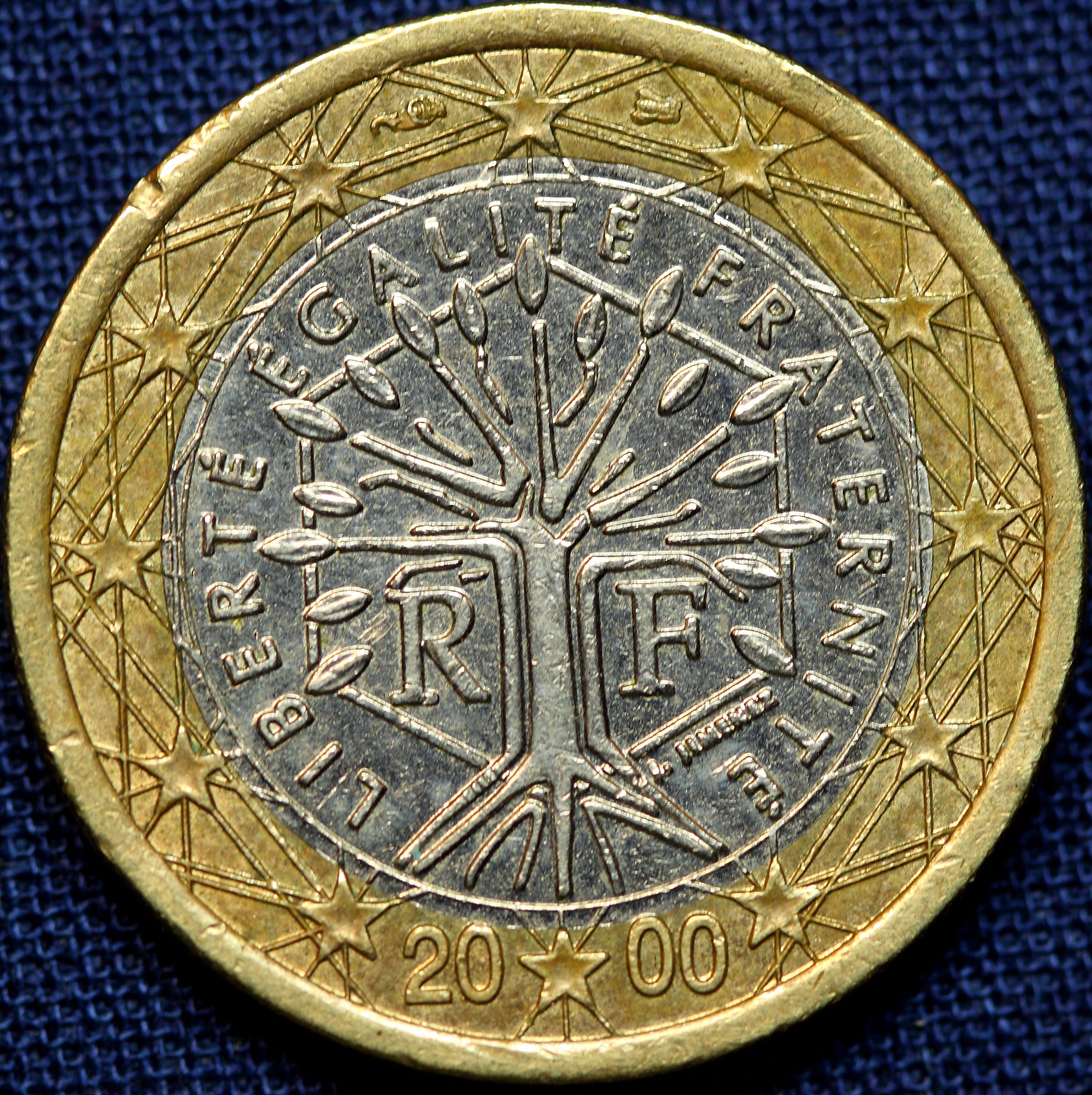
Mince 1€ (do roku 2022)

Francouzské euromince vstoupily do oběhu 1. ledna 2002. Francie je zakládajícím členem Evropské unie a také členem Evropské měnové unie.

## Design euromincí

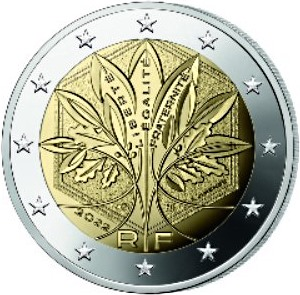
Mince 2€ (2022)

### 1. série
Mince mají společný design pro každou ze tří skupin mincí. Mince s hodnotou 1, 2 a 5 centů byly navrženy Fabienne Courtiadovou, mince 10, 20 a 50 centů Laurentem Joriem a mince 1 a 2 eura navrhl Joaquin Jimenez. Všechny designy mincí také obsahují 12 hvězd symbolizujících Evropskou unii, písmena RF – République Française (Francouzská republika) a rok vyražení mince. Mince 1, 2 a 5 centů nesou portrét Marianne, symbolu Francouzské republiky ztělesňující svobodu. Na mincích 10, 20 a 50 centů je vyobrazena rozsévačka, motiv převzatý z bývalého franku. Na mincích 1 a 2 eura je zobrazen stylizovaný strom v šestiúhelníku a francouzské motto „Liberté, égalité, fraternité“ (francouzsky Volnost, rovnost, bratrství) .

### 2. série
Od roku 2022 jsou raženy pozměněné mince 1 a 2 eura. Nový návrh odpovídá symbolice, která již byla na běžných jednoeurových a dvoueurových mincích použita v podobě stromu života. Nový návrh nyní kombinuje dva druhy stromů, které tvoří znak Francouzské republiky: dub (symbol síly a odolnosti) a olivovník (symbol míru).
V roce 2024 došlo k aktualizaci vzhledu mincí 10, 20 a 50 eurocentů. Nové vzory znázorňují stylizované portréty Simone Veilové, Joséphine Bakerové a Marie Curie Skłodowské, které jsou umístěny do středu francouzské vlajky, čímž se symbolicky vyjadřuje jejich ikonické ztělesnění Francouzské republiky. Portréty uprostřed překrývají jejich jména. Mezi tři barvy vlajky je vložen letopočet, označení „RF“ a značky mincovny.

## Pamětní mince

### Dvoueurové oběžné mince
Následující přehled zahrnuje 2€ pamětní mince vydané mezi roky 2004 a 2024.
1. 2007 – společná série mincí států eurozóny – 50 let od podepsání Římských smluv
2. 2008 – francouzské předsednictví Radě Evropské unie v 2. pololetí 2008
3. 2009 – společná série mincí států eurozóny – 10 let od zavedení eura jako bezhotovostní měny
4. 2010 – výzva, kterou dne 18. června 1940 pronesl ve vysílání BBC z Londýna generál de Gaulle – zrod francouzského odboje
5. 2011 – 30. výročí Svátku hudby – Fête de la Musique
6. 2012 – společná série mincí států eurozóny – 10 let od zavedení eurobankovek a euromincí
7. 2012 – 100. výročí narození duchovního Abbé Pierra
8. 2013 – 50. výročí podpisu Elysejské smlouvy
9. 2013 – 150. výročí narození Pierra de Coubertina, iniciátora novodobých olympijských her
10. 2014 – sedmdesáté výročí vylodění v Normandii 6. června 1944
11. 2014 – světový den boje proti AIDS
12. 2015 – společná série mincí států eurozóny – 30 let vlajky Evropské unie
13. 2015 – od roku 1945 buduje Evropa mír a bezpečí
14. 2015 – 225. výročí slavnosti Fête de la Fédération
15. 2016 – mistrovství Evropy ve fotbale 2016
16. 2016 – 100 let od narození Françoise Mitterranda
17. 2017 – 100. výročí úmrtí Augusta Rodina
18. 2017 – 25. výročí růžové stužky, symbolu boje proti rakovině prsu
19. 2018 – Pamětní chrpa (Bleuet de France)
20. 2018 – Simone Veilová
21. 2019 – šedesáté výročí Asterixe
22. 2019 – třicáté výročí pádu berlínské zdi
23. 2020 – Charles de Gaulle
24. 2020 – lékařský výzkum
25. 2021 – UNICEF
26. 2021 – Olympijské hry v Paříži 2024: Marianne závodící v běhu – Eiffelova věž
27. 2022 – společná série mincí států eurozóny – 35 let od zahájení programu Erasmus
28. 2022 – 90. výročí narození prezidenta Jacquese Chiraca
29. 2022 – Olympijské hry v Paříži 2024: Génius Bastily a hod diskem – Vítězný oblouk
30. 2023 – Olympijské hry v Paříži 2024: rozsévačka a box – Pont Neuf
31. 2023 – mistrovství světa v ragby ve Francii v roce 2023
32. 2024 – Olympijské hry v Paříži 2024: Herkules a zápas – Notre-Dame
33. 2024 – Olympijské hry v Paříži 2024: Eiffelova věž v běhu, katedrála Notre Dame de la Garde v Marseille